# Hundested Station
Hundested Station er en dansk jernbanestation med remiser i Hundested som blev åbnet 1916.